# Завєтний (Армавір)
Завєтний — селище (сільського типу) в Краснодарському краї, у складі муніципального утворення місто Армавір. Центр Завєтного сільського округу.
Населення — 4 429 мешканців (2002).
Селище розташовано на лівому березі річки Уруп притока Кубани, за 7 км на південь від центру міста Армавир, поруч із перетинанням Федеральна автомобільна дорога М-29 «Кавказ» з автодорогою Армавир - Отрадна.